# Cipriano Valorsa

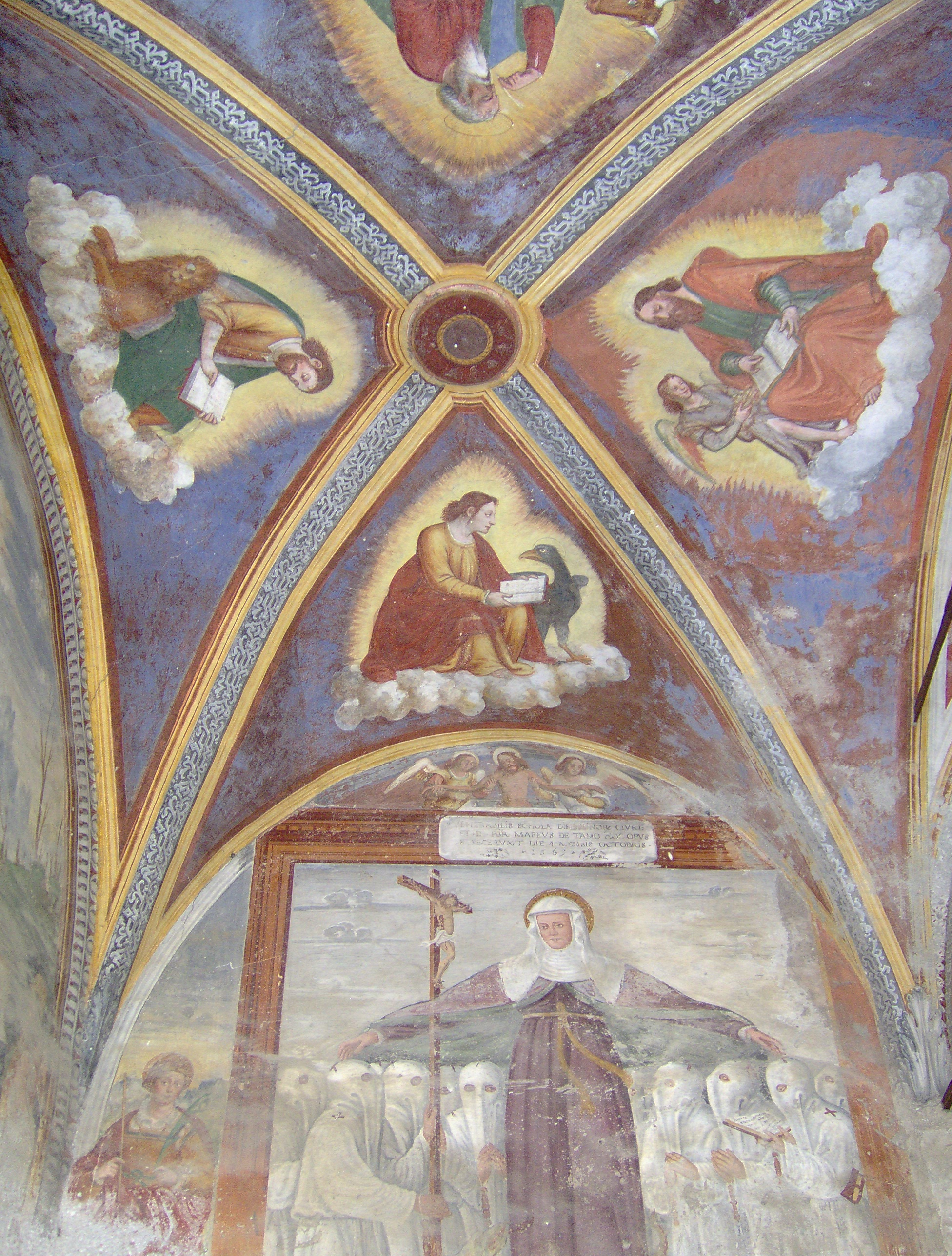
Chiuro, portichetto dei Disciplini, Santa Marta, Evangelisti

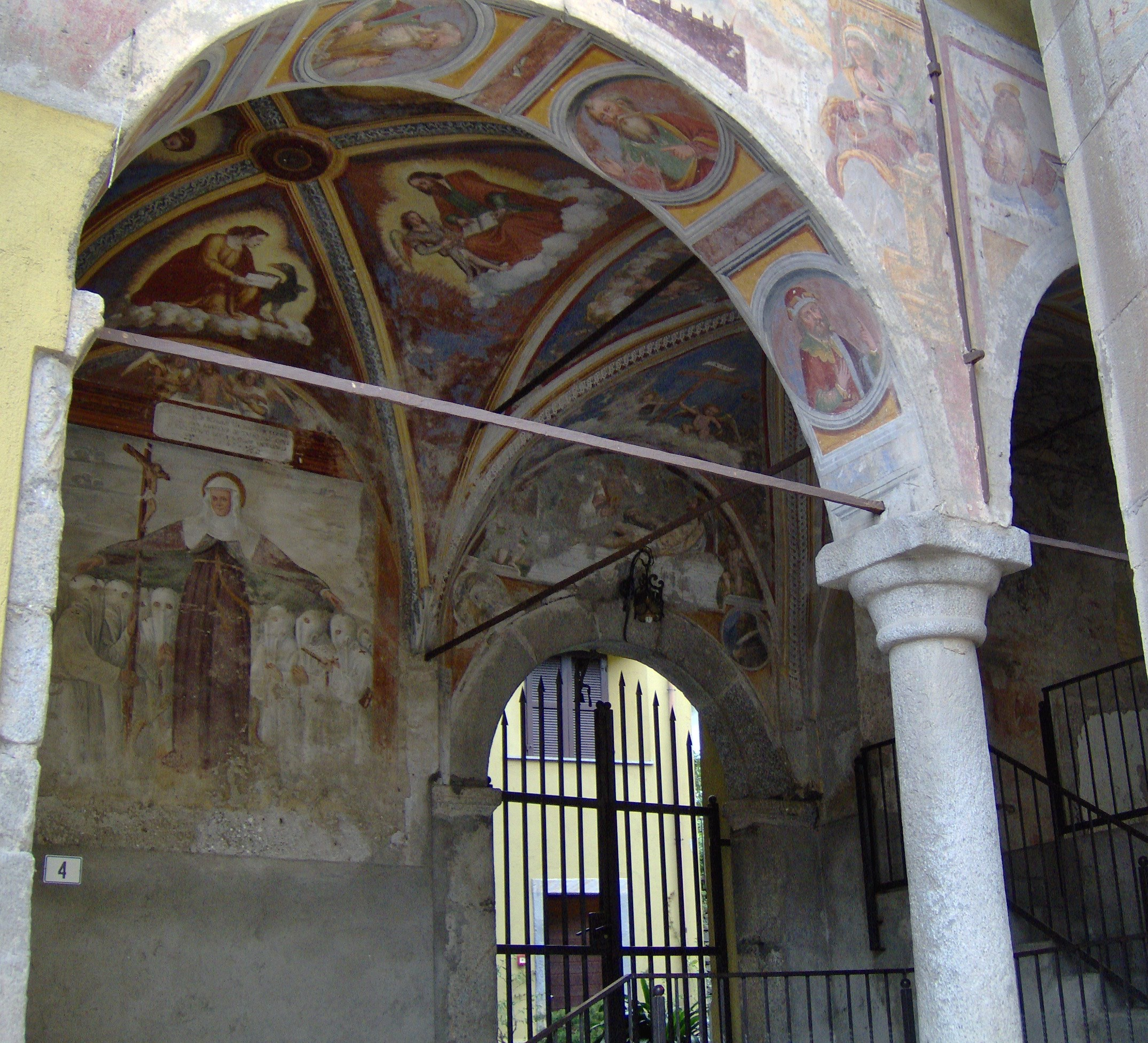
Chiuro, portichetto dei Disciplini, 1563

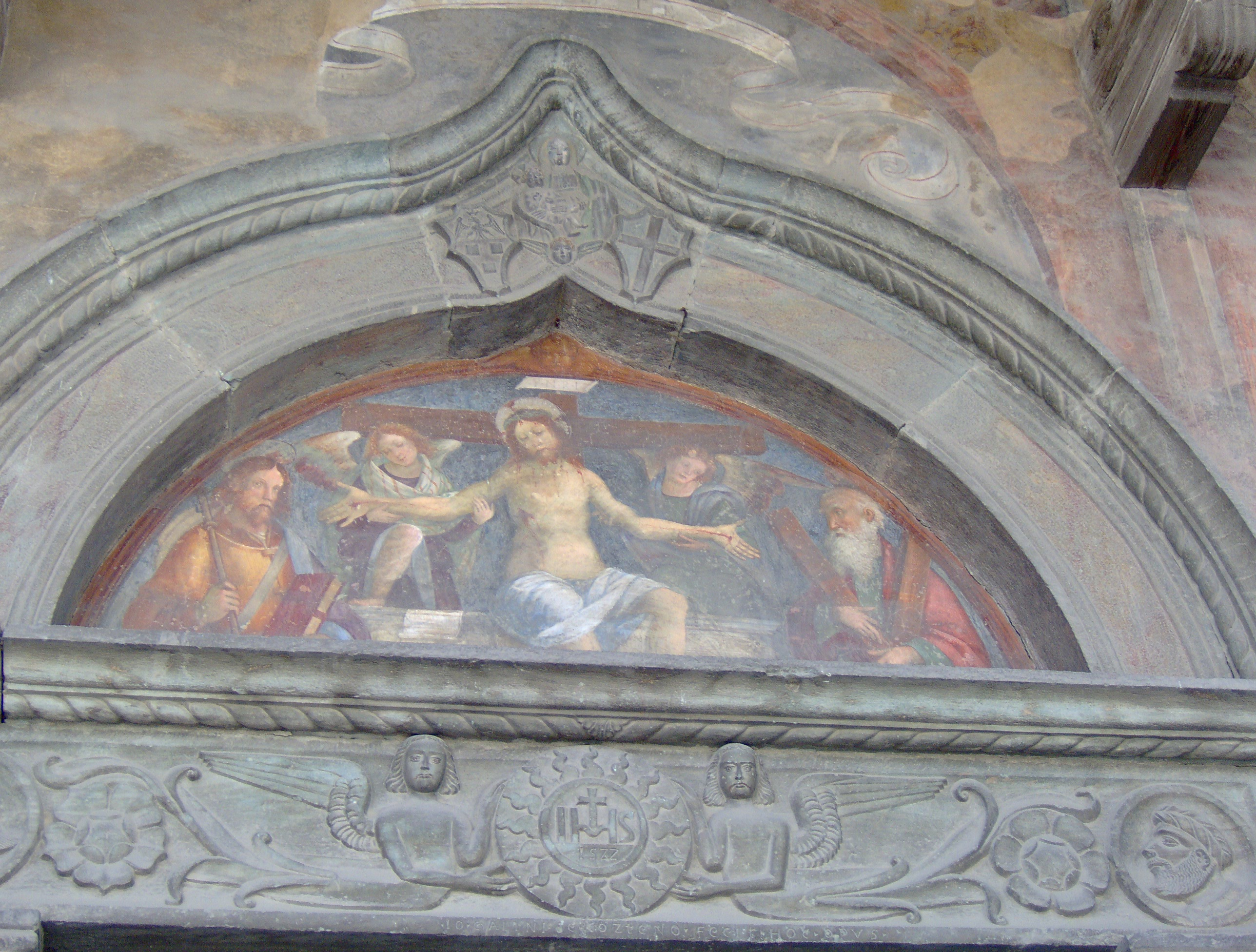
Chiuro, Porta di San Giacomo, Deposizione

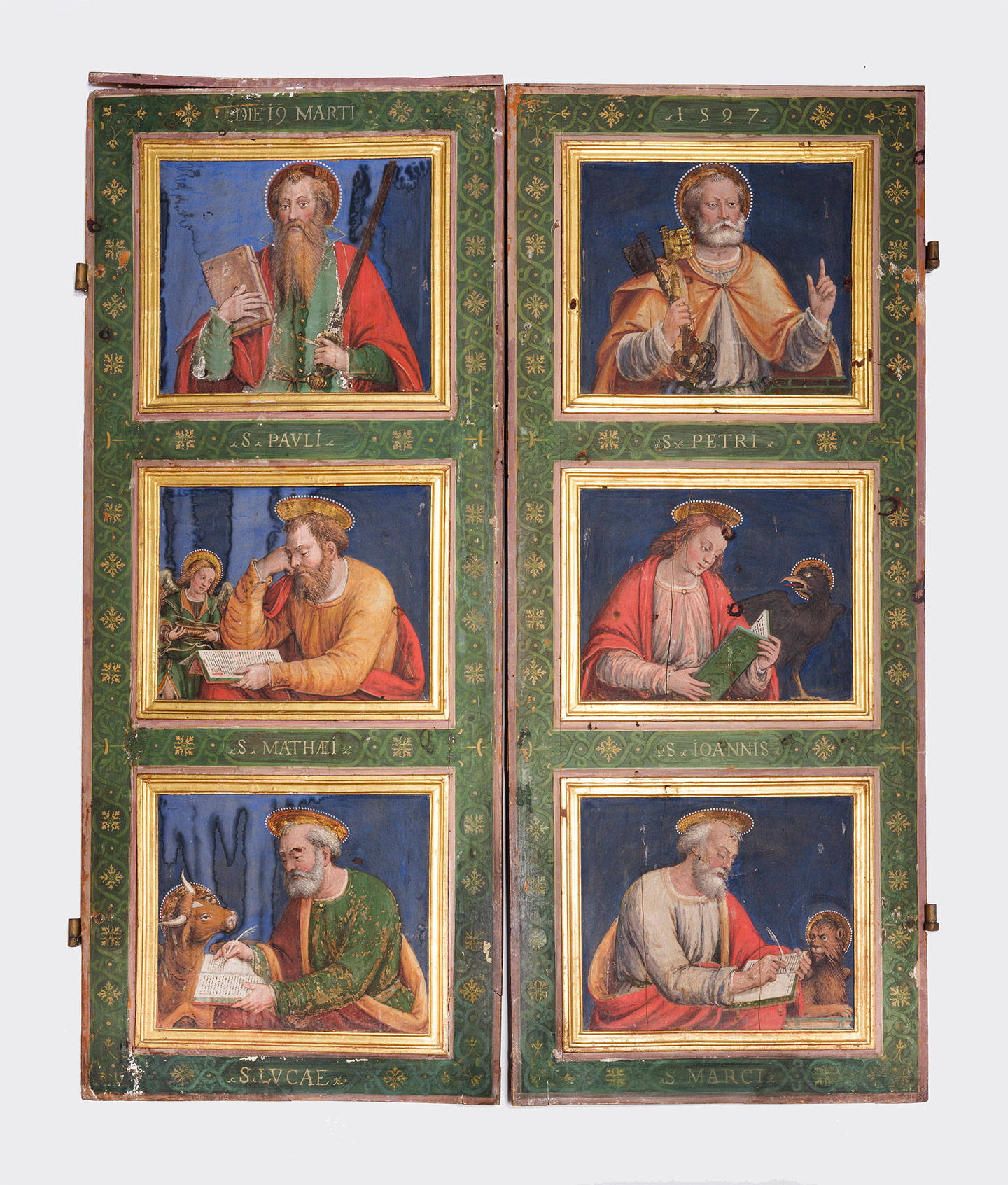
Villa Visconti Venosta - Grosio. Le ante d'altare dipinte dal grosino Cipriano Valorsa.

Cipriano Valorsa (Grosio, 1515 circa – 23 novembre 1604) è stato un pittore italiano.

## Vita e opere
Cipriano Valorsa nacque a Grosio (SO) attorno al 1515-16. Fu il protagonista della pittura valtellinese del secondo Cinquecento ed ebbe un'attività lunghissima e frenetica in moltissimi luoghi della Valtellina. La sua opera certa più antica è il polittico firmato e datato conservato in Sant'Ilario a Vervio.
La sua figura venne più volte indagata dalla storiografia dal XVIII secolo in poi, così che il Valorsa è diventato uno dei pochissimi artisti locali di cui si ha una biografia sostanziosa e una personalità abbastanza definita. Spesso è ricordato come il "Raffaello di Valtellina", secondo una definizione che ne diede Giovanni Morelli. 
Un fondamentale apporto critico (soprattutto grazie a un riordino ponderato del catalogo) fu un saggio di Simonetta Coppa del 1985 all'interno di una più ampia ricerca sugli affreschi di San Giorgio a Grosio. Diversi affreschi fino ad allora attribuiti a Valorsa vennero restituiti alla paternità di altri autori, in molti casi a quella sorta di "padre" stilistico del Valorsa che fu Vincenzo de Barberis.
Tra le principali opere del maestro valtellinese vi sono la decorazione del portichetto dei Disciplini di Chiuro, gli affreschi in S. Abbondio a Vione di Mazzo, l'abside di S. Gregorio a Ravoledo di Grosio, i cicli pittorici in S. Siro a Bianzone ("Vita della Vergine" e "I martiri") del 1548, la Pentecoste nell'abside della chiesa di Tovo di Sant'Agata, le innumerevoli tele (al santuario di Sazzo di Ponte, in S. Agostino ad Agneda, la pala d'altare di S. Abbondio a Tresivio, ecc.). Unica opera dipinta fuori dalla Valtellina (ed è sintomatico della contemporanea situazione politica e culturale della Valle) è un ciclo nella chiesa della Natività di Maria a Pellizzano, in Val di Sole
Il suo stile ricalca quello dei maestri del rinascimento lombardo (da ricordare che Valorsa svolse il suo praticantato probabilmente nella bottega di Vincenzo de Barberis), ma volgarizzandone gli esiti. Le sue sono sempre immagini devozionali di facile impatto, accomunabili al linguaggio delle diffusissime confraternite religiose.
Nella sua bottega vi erano il figlio Giovan Angelo e Luigi Valloni, l'apporto di quest'ultimo è riscontrabile in diverse opere del maestro.